# Turkmeni
I turkmeni o turcomanni (in lingua turkmena Türkmen o Түркмен, al plurale Türkmenler o Түркменлер) sono una popolazione di stirpe turca dell'Asia centrale, che popola il Turkmenistan, l'Iran nord-orientale e alcune zone dell'Afghanistan. Essi parlano il turkmeno, classificato come parte della branca occidentale oghuz delle lingue turche, insieme all'azero, al turco propriamente detto e al turcomanno dell'Iraq.

## Origini
L'origine del termine "turkmeno" è poco chiara. Secondo un'interpretazione etimologica di stampo popolare risalente all'XI secolo, la parola deriverebbe dall'unione della parola turk con l'espressione persiana manand e significherebbe "simile ad un turco". Gli studiosi moderni, invece, interpretano il suffisso -man/-men come un rafforzativo, per cui "turkmeno" significherebbe "turco puro", "colui che è più turco dei turchi".
Storicamente, tutti i turchi oghuz sono stati chiamati Türkmen o Turkoman. Oggi, invece, il termine è riferito a due soli gruppi: gli abitanti del Turkmenistan (compresi i territori confinanti) e i turcomanni del medioriente (precisamente: Iraq, Siria, Libano e Palestina), due popolazioni affini che non vanno però confuse.
I moderni turkmeni, dunque, discenderebbero dai turchi oghuz della Transoxiana, vale a dire la porzione occidentale del Turkestan, regione oggi compresa nell'Asia centrale fino allo Xinjiang. 
Nel VII secolo le tribù oghuz lasciarono l'Altaj muovendosi verso ovest, passando attraverso le steppe siberiane e stabilendosi nell'odierno Turkmenistan (per raggiungere poi anche la Russia meridionale e il bacino del Volga).
Queste popolazioni si mescolarono, con tutta probabilità, alle native popolazioni iraniche. Ne nacque dunque un nuovo popolo, i turkmeni appunto, dedito alla vita nomade e pastorale fino alla conquista russa.
Secondo altri, il termine "turkmeno" deriverebbe dal persiano tir, pronunciato dai turchi tür, che significa "freccia" e kàmon, pronunciato keman dai turchi, che sta per "arco". Dunque, i persiani attribuirono ai turkmeni questo loro nome perché essi erano esperti arcieri. Con il tempo, le popolazioni turche avrebbero dimenticato il significato della parola e avrebbero confuso il suffisso man (poi diventato men) con la parola turca che significa "io" (in gran parte delle lingue turche, infatti, turkmen significa "io sono turco").

## Studi genetici
Studi sul DNA mitocondriale hanno mostrato che i turkmeni presentano tracce di origini caucasiche, simili a quelle delle popolazioni dell'Iran orientale, ma con forti (frequenza del 20%) componenti genetiche nord-mongoliche.
Del resto, i turkmeni mostrano una grande varietà di fenotipi, tanto da creare un continuum tra il tipo mediterraneo caucasico e quello nord-mongolico. Ciò confermerebbe proprio l'antica origine del popolo turkmeno, derivante dalla fusione delle native popolazioni iraniche con gli invasori di stirpe turca: le due etnie si sarebbero mescolate, adottando la lingua turca e creando una cultura ibrida turco-iraniana.

## Lingua
Il turkmeno (latino: Türkmen, cirillico: Түркмен) è la lingua ufficiale del Turkmenistan. È parlato da più di 3.600.000 persone in Turkmenistan e da altri 3.000.000 fuori dal Turkmenistan, in particolare in Iran, Afghanistan e Russia.
Circa il 50% dei parlanti turkmeno come prima lingua ha una buona padronanza del russo, a testimonianza del legami con l'impero russo prima e con l'Unione Sovietica poi. 
Il turkmeno in Afghanistan e Iran non è lingua scritta, per cui molti turkmeni tendono al bilinguismo, usando, soprattutto nella scrittura, il persiano o un dialetto persiano. Tuttavia, in Iran, si usano pure delle varianti dell'alfabeto perso-arabico per scrivere il turkmeno.

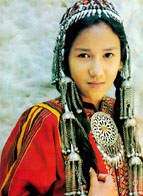
Ragazza turkmena in abiti tradizionali

## I turkmeni in Iran e Afghanistan

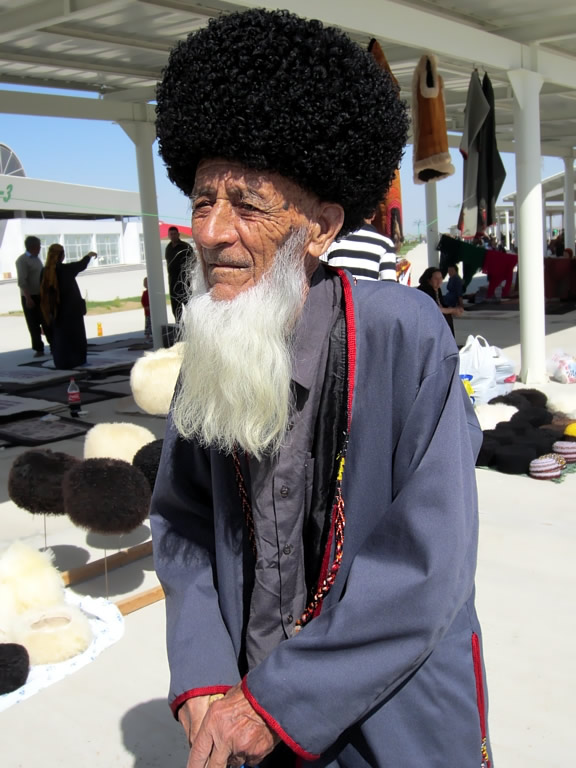
Un uomo di etnia turcomanna

I turkmeni dell'Iran e dell'Afghanistan sono molto più conservatori e legati alle tradizioni rispetto a quelli del Turkmenistan. Presso queste popolazioni, infatti, l'Islam gioca un ruolo molto più importante, tant'è che i turkmeni dell'Iran e dell'Afghanistan osservano ancora molte pratiche che in Turkmenistan sono state invece abbandonate dopo decenni di dominio sovietico. Inoltre, essi sono per lo più rimasti semi-nomadi dediti all'allevamento, all'agricoltura e alla tessitura di tappeti.

## Demografia e distribuzione della popolazione
I turkmeni vivono in diversi stati dell'Asia centrale
- Turkmenistan, dove l'85% dei 5.042.920 abitanti (stima del luglio 2006) è di etnia turkmena. Inoltre, circa 1.200 turkmeni originari dell'Afghanistan vivono in Turkmenistan come rifugiati, sfuggiti all'invasione sovietica prima e alle guerre che hanno visto l'avvento e la caduta dei talebani poi.[15]

- Iran, dove vivono più di 2 milioni di turkmeni, concentrati nelle regioni del Golestan e del Khorasan settentrionale.

- Afghanistan, con 900.000 turkmeni (dato del 2006) localizzati soprattutto nelle terre di confine con il Turkmenistan (province di Faryab, di Jowzjan e Baghlan).

Nel 2005, inoltre, in Pakistan si contavano ancora 60.000 rifugiati turkmeni, specie lungo la provincia della frontiera nord-occidentale e nel Balucistan.
Infine, vi sono comunità turkmene nella provincia russa di Stavropol' e nel Caucaso che discendono dalle tribù che lasciarono il Turkmenistan nel XVIII secolo e che chiamano sé stessi trukhmen.